# Johannes Seyffert
Johannes Seyffert, manchmal auch Johann Seiffert bzw. Johannes Seiffert (* 3. August 1869 in Schönberg (Holstein); † 7. Dezember 1930 in Berlin-Charlottenburg) war ein deutscher Architekt und Hochschullehrer.

## Leben
Nach einer Ausbildung zum Zimmerer besuchte Seyffert von 1886 bis 1889 die Baugewerkschule Eckernförde, die er mit dem Examensprädikat Vorzüglich abschloss. Nach Zwischenstationen unter anderem in Köln zog er nach Berlin und war von 1903 bis 1913 als Mitarbeiter bei Otto March bis zu dessen Tod beschäftigt, danach machte er sich als Architekt selbstständig. Neben seiner Tätigkeit als Architekt war er Dozent an der Deutschen Hochschule für Leibesübungen.
Seyfferts Fachgebiet waren vor allem Sportbauten, hier besonders Sportplätze und Stadien. Er war ein Verfechter der Synthese von Sport und Kultur, so beinhalteten seine neoklassizistischen Stadienentwürfe oft Aufmarschfelder für Festspiele und Massenveranstaltungen. Dabei präferierte er antike Stadiongrundrisse in Hufeisenform. Seiffert reichte unter anderem Entwürfe für das Deutsche Sportforum oder das Rheinstadion ein, die jedoch nicht umgesetzt wurden.
1928 steuerte Seyffert für seinen Arbeitsbereich einen Band zum renommierten Standardwerk Handbuch der Architektur bei. Seine Schriften erschienen in mehreren Auflagen.

## Bauten und Entwürfe (Auswahl)

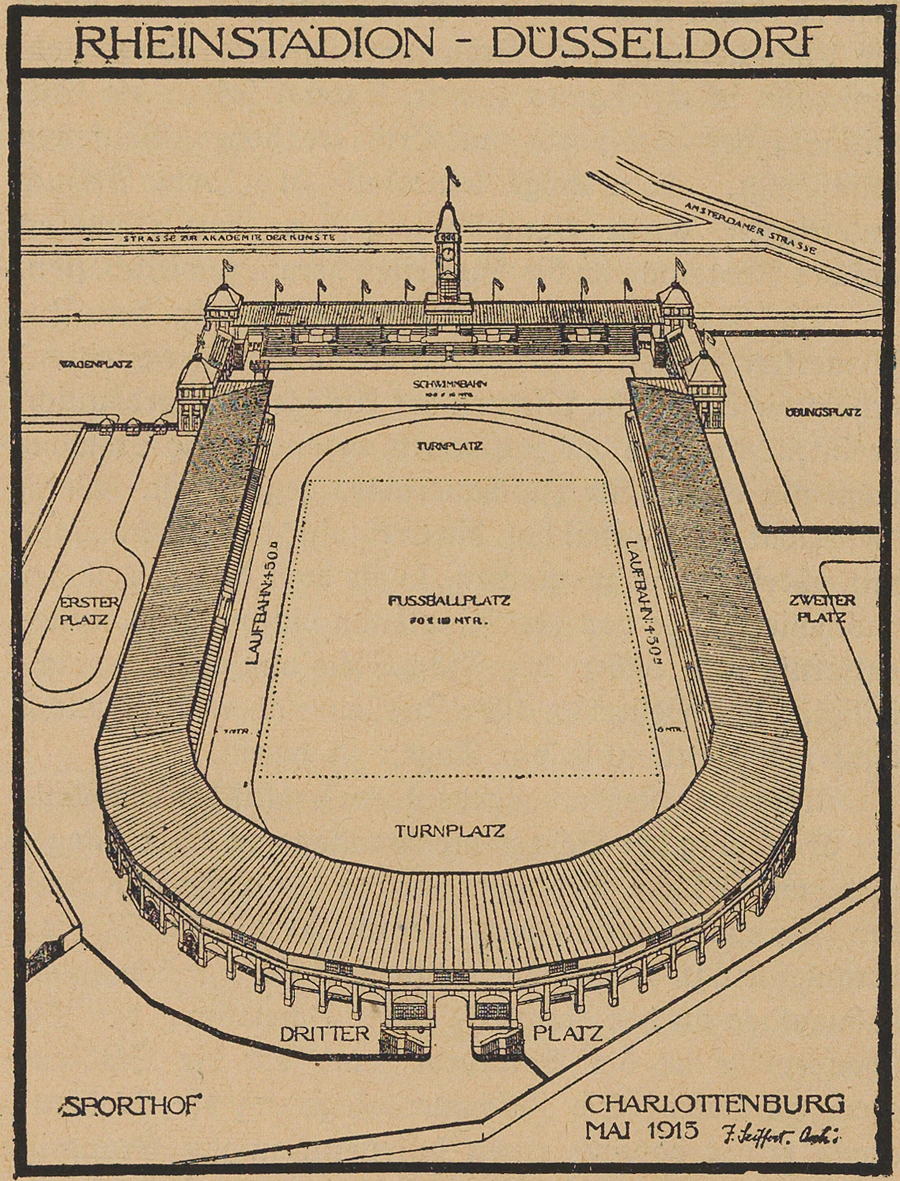
Entwurf für ein Rheinstadion in Düsseldorf, 1915

- 1912/1913: Deutsches Stadion (Berlin) (Mitarbeit)[7]
- 1915: Rheinstadion Düsseldorf
- 1915/1916: Sportpark Oberwerth[8]
- 1918/1923: Galopprennbahn Hoppegarten (grundlegender Umbau)[9]
- 1929/1930: Deutsche Turnschule (Charlottenburg), Männerturnhalle[10]

## Schriften
- mit Carl Diem: Sportplatz und Kampfbahn. Leitsätze für Bau und Instandhaltung (= Beiträge zur Turn- und Sportwissenschaft. Bd. 2). Weidmannsche Buchhandlung, Berlin 1922, DNB 579647269 (online).
- Spielplätze und Festspielplätze. Bemerkungen zu ihrer Raumgestaltung (= Beiträge zur Turn- und Sportwissenschaft. Bd. 8). Weidmannsche Buchhandlung, Berlin 1924, DNB 362722269.
- Anlagen für Sport und Spiel (= Handbuch der Architektur IV, 4. Halbband, Heft 3). Gebhardt, Leipzig 1928, DNB 366086499.
- Zwischen den Fächern. Ein notgedrungener Versuch über den Rhythmus. Spiel, Pflicht und Fest der Quellen sozialer Freiheit. Gebhardt, Leipzig 1929, DNB 1033925357.